# Neue Ruhr Zeitung
Die NRZ ist eine im Westen Nordrhein-Westfalens erscheinende Regionalzeitung. Sie erscheint im westlichen Ruhrgebiet unter dem Namen Neue Ruhr Zeitung und am Niederrhein als Neue Rhein Zeitung. Die Auflage wird innerhalb der Zeitungen, die in Nordrhein-Westfalen zur Funke Mediengruppe, ehemals WAZ-Mediengruppe, gehören, nicht gesondert ausgewiesen. Einem Medienbericht zufolge lag die verkaufte Auflage im Juli 2009 bei 121.125 Exemplaren, dürfte aber angesichts des weit überdurchschnittlichen Auflagenrückgangs der gesamten Gruppe mittlerweile wesentlich niedriger liegen.

## Geschichte

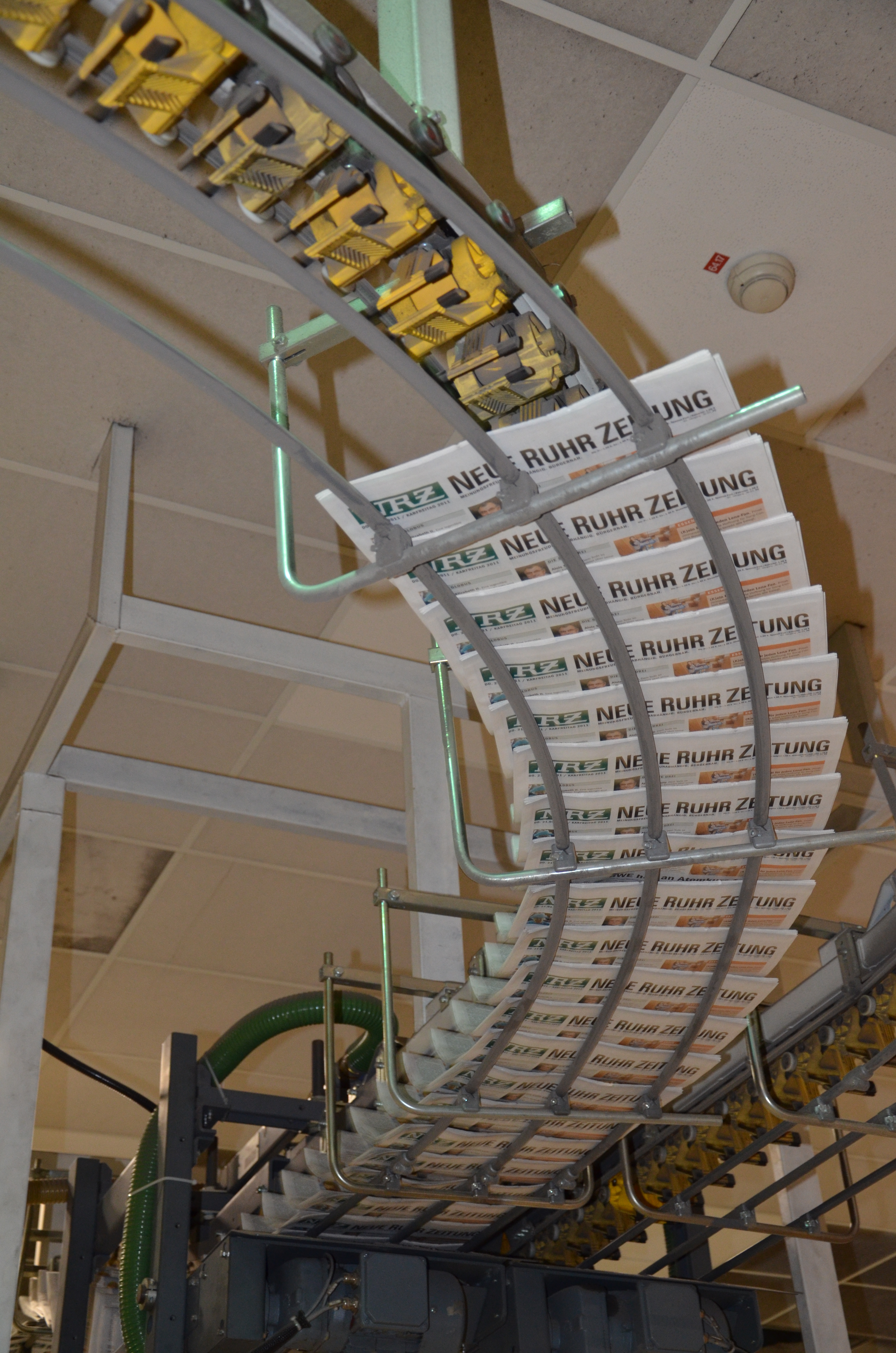
Die NRZ auf dem Laufband im Druckhaus

Nach dem Zweiten Weltkrieg erhielt Dietrich Oppenberg von der britischen Militärregierung eine Lizenz zur Herausgabe einer Tageszeitung. Einer der drei Mitlizenznehmer war der SPD-Politiker und spätere Oberbürgermeister von Essen, Wilhelm Nieswandt. Nach dem britischen Prinzip des Außenpluralismus – mehrere konkurrierende Zeitungen mit dezidierten weltanschaulichen Ausrichtungen – wurde die Lizenz für eine sozialdemokratische Zeitung erteilt. Am 13. Juli 1946 erschien die erste Ausgabe der NRZ. Oppenberg blieb bis zu seinem Tod im Jahr 2000 Herausgeber der Zeitung. Sein Nachfolger wurde Heinrich Meyer.
Die NRZ verstand sich anfangs als Zeitung vor allem der Großstädte an Rhein und Ruhr. 1951 übernahm der NRZ-Verlag die sozialdemokratischen Zeitungen Rheinische Zeitung aus Köln und Rhein-Echo aus Düsseldorf und fusionierte sie zur Westdeutschen Neuen Presse (WNP). Sie erschien damit in Köln, Bonn, Aachen, Leverkusen und in den damaligen Kreisen Köln-Land und Bergheim (heute Rhein-Erft-Kreis) sowie in Düsseldorf, am Niederrhein, in Wuppertal, Solingen und den Kreisen Düsseldorf-Mettmann und Rhein-Wupper, aber nicht mehr in Remscheid. Ab dem 1. Januar 1954 startete die Neue Ruhr Zeitung auch mit einer Lokalausgabe in Velbert. Ab dem Februar 1954 erschienen die Lokalausgaben der WNP unter dem Titel Neue Rhein Zeitung. Die Solinger Ausgabe wurde Ende 1962 eingestellt.
Durch die weitgestreute Verbreitung bei relativ geringen Marktanteilen entstanden über die Jahrzehnte starke Kostennachteile gegenüber der Konkurrenz. Außerdem litt die Zeitung unter dem allgemein verbreiteten Phänomen, dass viele Anzeigenkunden ausschließlich die größte Zeitung am Ort belegen. Nach Rückzug aus einem Teil des Verbreitungsgebiets entschloss sich der Verleger im Jahr 1975 zu einem Verkauf an den größten Konkurrenten, die Westdeutsche Allgemeine Zeitung (WAZ).
Die WAZ hatte unter ähnlichen Umständen die Westfalenpost (WP) und die Westfälische Rundschau (WR) übernommen. Aus den vier Zeitungen wurde die Zeitungsgruppe WAZ gebildet. Anders als bei Aufkäufen bis dahin üblich, führte die Zeitungsgruppe die kleineren Titel jedoch journalistisch unabhängig weiter. Die Anzeigenteile der parallel erscheinenden Zeitungen sind hingegen identisch, da die Titel als wirtschaftliche Einheit vermarktet werden. Durch dieses „WAZ-Modell“ wurde die publizistische Vielfalt weitgehend aufrechterhalten, während sich der Konzern gleichzeitig eine lukrative wirtschaftliche Monopolstellung in vielen Städten des Ruhrgebiets sicherte.

Unternehmensrechtlich ist die NRZ wie alle WAZ-Titel in einem eigens für sie gegründeten Unternehmen organisiert. Sie ist die einzige Publikation der Zeitungsverlag Niederrhein GmbH & Co. Essen KG. Die KG gehört zu 89,4 Prozent der inzwischen europaweit und in allen Medien tätigen Funke Mediengruppe. Die restlichen Anteile hält der ursprüngliche Verlag Oppenbergs, die Rheinisch-Westfälische Verlagsgesellschaft mbH.

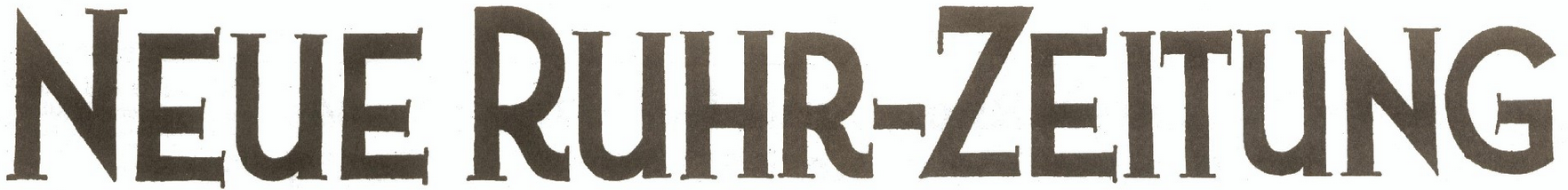
Erstes Logo der NRZ bis 1954
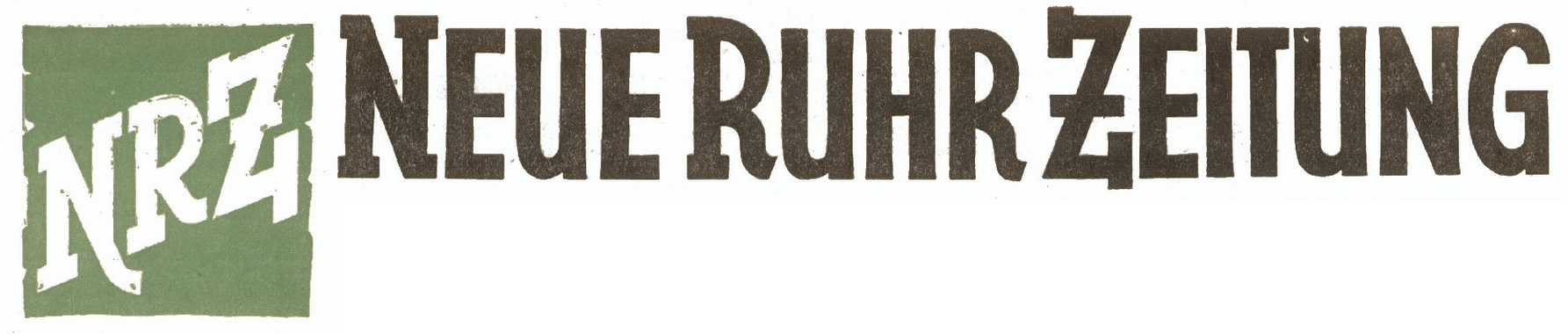
Zwischen 1954 und 1961
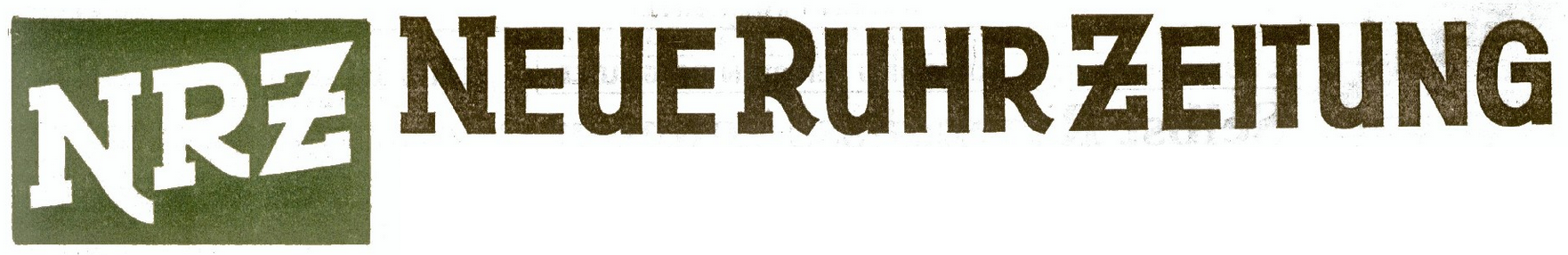
Zwischen 1961 und 1965
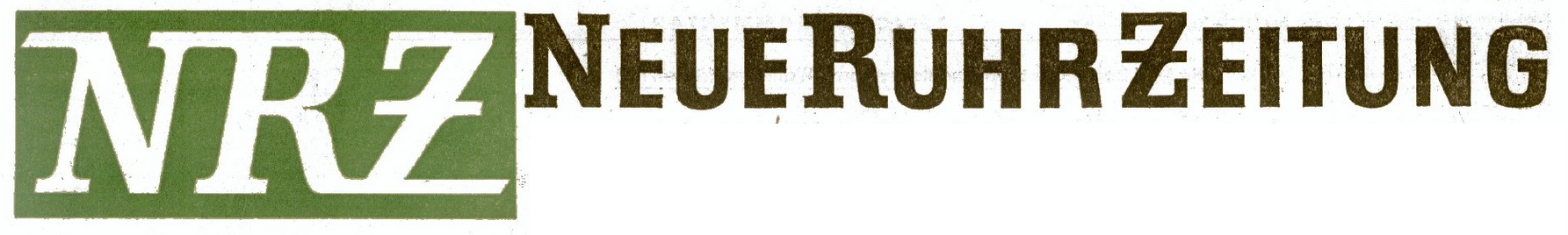
Zwischen 1965 und 1969
Aktuelles Logo der NRZ seit 1969

## Auflage
Die Auflage der Neuen Ruhr Zeitung wird von der Funke Mediengruppe nur gemeinsam mit der Westdeutschen Allgemeinen Zeitung (WAZ), Westfalenpost (WP) und der Westfälischen Rundschau (WR) ausgewiesen. In den vergangenen Jahren haben die Zeitungen erheblich an Auflage eingebüßt. Die verkaufte Auflage ist in den vergangenen 10 Jahren um durchschnittlich 6,2 % pro Jahr gesunken. Im vergangenen Jahr hat sie um 7,7 % abgenommen. Sie beträgt gegenwärtig 323.662 Exemplare. Der Anteil der Abonnements an der verkauften Auflage liegt bei 92,2 Prozent. 
| 1998    | 1999    | 2000    | 2001    | 2002    | 2003    | 2004   | 2005   | 2006   | 2007   | 2008   | 2009   | 2010   | 2011   | 2012   | 2013   | 2014   | 2015   | 2016   | 2017   | 2018   | 2019   | 2020   | 2021   | 2022   | 2023   | 2024   |
| ------- | ------- | ------- | ------- | ------- | ------- | ------ | ------ | ------ | ------ | ------ | ------ | ------ | ------ | ------ | ------ | ------ | ------ | ------ | ------ | ------ | ------ | ------ | ------ | ------ | ------ | ------ |
| 1142136 | 1126200 | 1103750 | 1086932 | 1055246 | 1027143 | 993795 | 958162 | 916515 | 894284 | 860675 | 818678 | 807471 | 764967 | 720733 | 656406 | 615368 | 584952 | 552748 | 517813 | 488709 | 459083 | 431292 | 409226 | 381223 | 350577 | 323662 |

## Verbreitungsgebiet und Wettbewerb

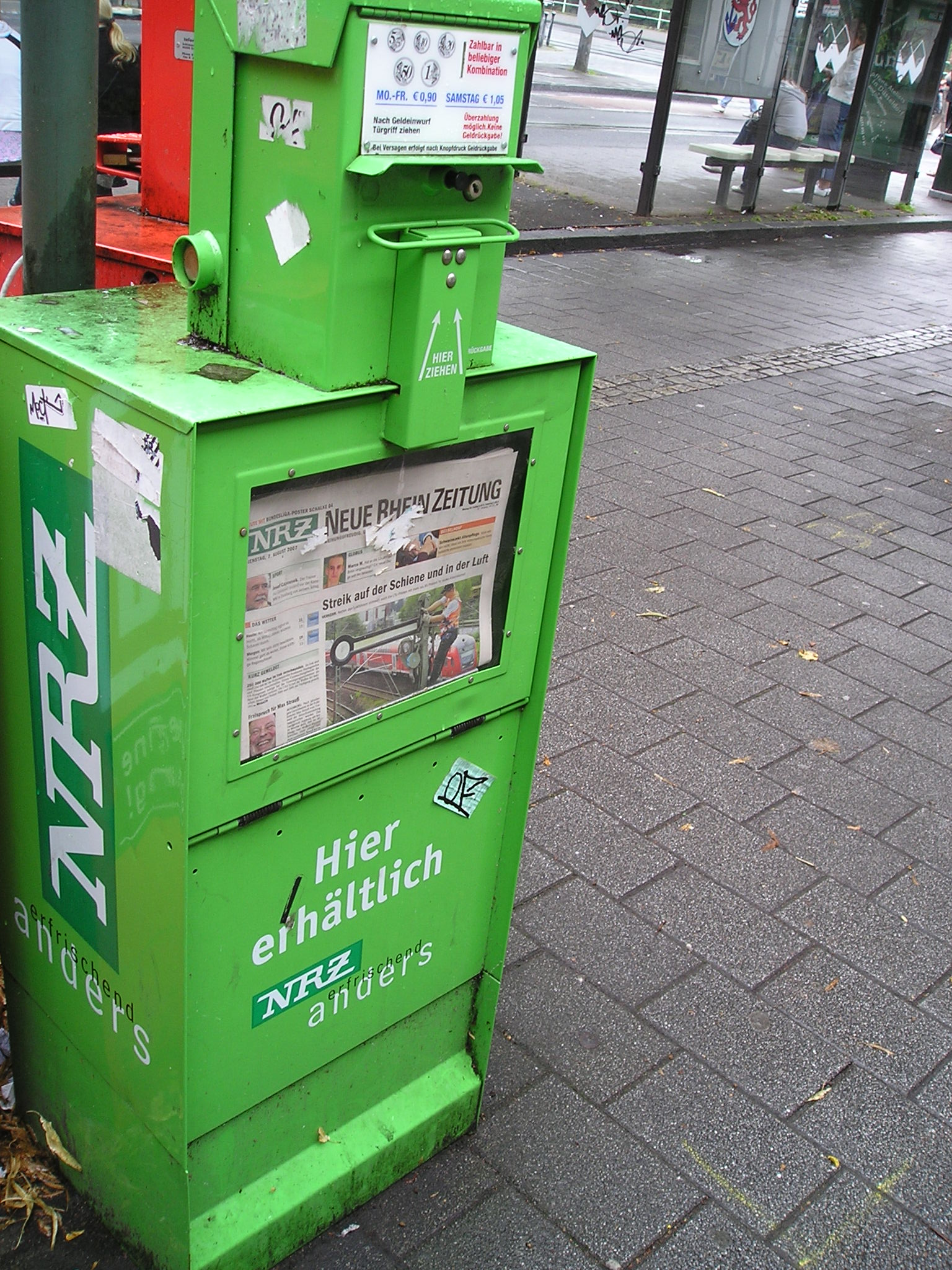
NRZ-Zeitungsautomat

Die NRZ unterhält 13 Lokalredaktionen. Als Neue Ruhr Zeitung erscheint die NRZ in den rheinischen Großstädten des Ruhrgebietes – in Essen, dem Sitz der Zentralredaktion, in Duisburg mit der Stadtteilredaktion Rheinhausen, Mülheim an der Ruhr sowie in Oberhausen. Im weiteren Verbreitungsgebiet erscheint sie als Neue Rhein Zeitung. Redaktionen bestehen im Kreis Wesel in Dinslaken, zuständig für Dinslaken, Voerde und Hünxe, in Wesel, zuständig für Wesel, Hamminkeln und Schermbeck, in Rheinberg, zuständig für Rheinberg, Alpen, Sonsbeck und Xanten, sowie in Moers, zuständig für Moers, Kamp-Lintfort, Neukirchen-Vluyn, Rheurdt und Issum. Im Kreis Kleve ist die Neue Rhein Zeitung linksrheinisch mit einer Redaktion in der Kreisstadt Kleve vertreten. Abgedeckt werden die Städte und Gemeinden Kleve, Goch, Kranenburg, Bedburg-Hau, Kalkar, Uedem, Weeze und Kevelaer. Die für den rechtsrheinischen Teil des Kreises Kleve zuständige Redaktion ist in Emmerich beheimatet; von hier werden Rees sowie die Stadt Isselburg im Kreis Borken betreut. Ferner gibt es die Neue Rhein Zeitung in Düsseldorf, von dort aus werden auch die Kommunen im südlichen Teil des Kreises Mettmann bearbeitet: Hilden, Langenfeld, Monheim und Erkrath.
Die NRZ hat gemeinsam mit der Konzernschwester WAZ in den Ruhrgebietstädten Monopolstellungen oder weit überwiegende Marktanteile. Die Auflagen der beiden Titel werden nicht gesondert ausgewiesen, in der Regel ist die NRZ wie schon zum Zeitpunkt des Zusammenschlusses der Titel mit der deutlich kleineren Reichweite. In Düsseldorf und in den ländlicheren Gebieten des Niederrheins hat die Rheinische Post (RP) die weit überwiegenden Marktanteile inne. Die NRZ wird hier vom WAZ-Konzern gegen den Konkurrenzverlag positioniert.
Einiges Aufsehen in der Branche erregte der Vorstoß der NRZ in vormalige Monopolgebiete der RP, wenn auch in geringem Umfang. Räumliche Markterweiterungen von Regionalzeitungsverlagen sind in Deutschland seit Jahrzehnten sehr selten, weil es angesichts der geringen Wechselneigung von Tageszeitungsabonnenten kaum möglich ist, nennenswerte Marktanteile zu erringen. Außerdem fürchten die Zeitungsverlage Gegenangriffe der Konkurrenz auf „ihr“ Gebiet. Im nördlichen Ruhrgebiet haben sich erst 2006 die WAZ und die Ruhr Nachrichten nach langem Konkurrenzkampf wechselseitig aus Minderheitenpositionen zurückgezogen und dem Konkurrenten das Lokalmonopol überlassen, angeblich ohne Absprache.

## Redaktion
Erster Chefredakteur der NRZ war Erich Brost. Er schied aber bereits 1947 wieder aus, um ein Jahr später mit Jakob Funke die WAZ zu gründen. Bekanntester Chefredakteur war Jens Feddersen, der als einer der dienstältesten Chefredakteure die Redaktion von 1961 bis 1993 leitete. Feddersens Nachfolger wurde der vormalige diplomatische Korrespondent des Nachrichtenmagazins Spiegel, Richard Kiessler. Vom 1. Dezember 2007 bis zum 1. Juli 2013 fungierte der frühere WDR-Unternehmenssprecher und -Journalist Rüdiger Oppers als Chefredakteur. Seine Nachfolge hat sein vormaliger Stellvertreter Manfred Lachniet angetreten.
Das Hauptstadtbüro der NRZ im Bonner Tulpenfeld wurde von 1952 bis 1984 von Hilde Purwin, bis zum Umzug nach Berlin dann von Miguel Sanches geführt.
Im Juni 2009 startete das von WAZ-Chefredakteur Ulrich Reitz initiierte Konzept einer Zentralredaktion. Demnach erhalten die Westdeutsche Allgemeine Zeitung, die Neue Rhein/Neue Ruhr Zeitung und die Westfälische Rundschau ihre überregionalen Seiten (Mantel) weitestgehend von einem Newsdesk der Konzernzentrale in Essen. Seit 2015 entstehen die überregionalen Inhalte sowie Märkte- und Serviceseiten der NRZ in Zusammenarbeit mit der Funke Zentralredaktion in Berlin. Einmal wöchentlich liegt der NRZ wie auch den übrigen WAZ-Tageszeitungen die Programmzeitschrift rtv bei. Zum 1. Januar 2024 hat Ralf Kubbernuß, bislang stellvertretender Chefredakteur, die Chefredaktion übernommen.
Langjähriger Feuilletonchef der NRZ war der 2015 verstorbene Jörg Bartel.